# Ernest Simson
Pour les articles homonymes, voir Simson.
Pas d'image ? Cliquez ici

b Matchs officiels uniquement.
Ernest David Simson, né le 13 mars 1882 à Édimbourg (Écosse) et décédé le 22 juillet 1910 à Nowshera (Raj britannique, aujourd'hui au Pakistan), est un joueur de rugby écossais, évoluant avec l'Écosse comme demi d'ouverture.

## Carrière
Ernest Simson dispute son premier test match avec l'Écosse le 15 mars 1902 contre l'équipe d'Angleterre.
Il joue son dernier test match le 16 mars 1907 contre l'Angleterre.
Il joue 17 matchs et inscrit 4 essais, 1 drop. Il joue contre l'équipe de Nouvelle-Zélande de rugby à XV en tournée en 1905-1906 avec l'Écosse un match perdu 12-7 le 18 novembre 1905.

## Palmarès
- 17 sélections pour l'Écosse.
- 4 essais, 1 drop
- 16 points
- Sélections par année : 1 en 1902, 3 en 1903, 3 en 1904, 4 en 1905, 3 en 1906, 3 en 1907
- Participation aux tournois britanniques en 1902, 1903, 1904, 1905, 1906, 1907

- Victoire et triple couronne en 1903, 1907.